# Обреимов, Иван Васильевич
Ива́н Васи́льевич Обреи́мов (24 февраля [8 марта] 1894, Анси, Третья французская республика — 2 декабря 1981, Москва) — советский физик, академик АН СССР (1958), основатель и директор Харьковского физико-технического института (1929—1933). Автор работ по молекулярной физике и спектроскопии, по физике и оптике твёрдого тела. Лауреат Сталинской премии первой степени.

## Биография
Родился в городе Аннеси, Франция, в семье учителя математики Василия Ивановича Обреимова, уволенного из Екатеринбургской гимназии за свою гражданскую позицию и вынужденного эмигрировать из России. После возвращения семьи в Россию в начале 1900-х годов учился в восьмиклассном коммерческом училище в Лесном, а после смерти отца и переезда семьи в Гатчину окончил там в 1910 году Сиротский институт.
По окончании Петроградского университета (1915) был привлечён профессором Д. С. Рождественским к работе над созданием оптического стекла в физической лаборатории Императорского фарфорового и стеклянного завода. В результате, он разработал метод измерения показателя преломления, который не требовал шлифовки и полировки образцов стекла («метод Обреимова»), и (в соавторстве с Л. В. Шубниковым) метод получения монокристаллических металлов («метод Обреимова — Шубникова»). С 1918 по 1924 год работал в Государственном оптическом институте (ГОИ), затем в Ленинградском физико-техническом институте, преподавал в Петроградском университете (1922—1924) и Политехническом институте (до 1928 года).
В конце 1920-х годов переехал в Харьков, где стал одним из организаторов Украинского физико-технического института (УФТИ), директором которого был до 1933 года (затем начальник лаборатории). Кроме этого он организовал в Харьковском механико-машиностроительном институте физико-механический факультет и стал его первым деканом; читал на нём лекции по общей физике.
В период 1927—1930 гг. четырежды командировался в Германию, Голландию, Англию. Приглашал для работы в институте иностранных учёных, что послужило одним из поводов ареста 22 июля 1938 года за шпионаж (т. н. «дело УФТИ»). Обвинялся по статьям 54-1а и 54-11 УК УССР как агент иностранных разведок и участник правотроцкистской организации. Находясь в заключении, написал работу «О приложении френелевой дифракции к физическим и техническим измерениям».
19 ноября 1940 года был осуждён на 8 лет исправительно-трудовых лагерей и отправлен в Котлас. В его защиту выступили С. И. Вавилов, А. Ф. Иоффе, В. Л. Комаров. В мае 1941 года был освобождён из-за отсутствия состава преступления. Во время Великой Отечественной войны работал в Институте физико-химии АН СССР (Уфа) и в эвакуированном в Йошкар-Олу ГОИ.
Летом 1944 года по предложению, изложенному в письме четырёх академиков, был первой кандидатурой от учёных на пост заведующего кафедрой теоретической физики физического факультета МГУ.
С 1950 года он заведовал кафедрой общей физики Московского механического института (с 1953 года — Московский инженерно-физический институт (МИФИ)), в 1954—1965 гг. работал в Институте элементоорганических соединений АН СССР, с 1965 года в Институте общей и неорганической химии АН СССР.
Автор трудов по методам измерения показателя преломления стекла, исследованию спектров поглощения и люминесценции кристаллов при низких температурах, физико-химии твёрдых растворов и другие.
Со студенческих лет был одним из близких друзей П. Л. Капицы.
Похоронен на Кунцевском кладбище (уч. 10.8).

## Награды и премии
- орден Ленина (13.03.1974)
- орден Трудового Красного Знамени (11.03.1964)
- орден Красной Звезды (10.06.1945)
- медали
- Сталинская премия первой степени (1946) — за научные исследования в области оптики и кристаллофизики, завершившиеся научным трудом «О причинах френелевой дифракции для физических и технических измерений» (1946)
- Золотая медаль имени С. И. Вавилова АН СССР (1959)